# Pseudeusemia angustipennis
Pseudeusemia angustipennis är en fjärilsart som beskrevs av Embrik Strand. Pseudeusemia angustipennis ingår i släktet Pseudeusemia och familjen mätare. Inga underarter finns listade i Catalogue of Life.